# 季薩阿什萬
48°25′20″N 22°16′14″E / 48.42222°N 22.27056°E
季薩阿什萬（烏克蘭語：Тисаашвань），是烏克蘭的村落，位於該國西部外喀爾巴阡州，由烏日霍羅德區負責管轄，面積0.21平方公里，2001年人口852，人口密度每平方公里4,057.14人。